# Ommatius pygamaeus
Ommatius pygamaeus är en tvåvingeart som beskrevs av Christian Rudolph Wilhelm Wiedemann 1824. Ommatius pygamaeus ingår i släktet Ommatius och familjen rovflugor. Inga underarter finns listade i Catalogue of Life.